# Pokušitel (film)
Pokušitel (v originále Handsome Devil) je irský hraný film z roku 2016, který režíroval John Butler podle vlastního scénáře. Film zachycuje přátelství dvou spolužáků. Snímek měl světovou premiéru na Mezinárodním filmovém festivalu v Torontu. V ČR byl uveden v roce 2017 na filmovém festivalu Febiofest.

## Děj
Nedův otec s novou manželkou odjíždí do Dubaje a Neda nechává v Irsku v chlapecké internátní škole. Ned školu nesnáší, neboť většina spolužáků se zajímá pouze o ragby, zatímco on má raději hudbu. Tím pádem se stává obětí šikany. Krátce po začátku školního roku do školy nastoupí nový student Connor, který byl z předchozí školy vyloučen kvůli násilnostem. Connor je však úspěšný hráč ragby a má se stát novou hvězdou školního týmu, který chce po deseti letech opět vyhrát pohár školních družstev. Connor je zároveň Tedův spolubydlící. Na školu rovněž nastoupí nový učitel angličtiny Dan Sherry, který šikanu ve své třídě nestrpí. Ned a Connor se i přes rozdílnost skamarádí díky hudbě. Po jednom ze sportovních zápasů ve městě uvidí Ned Connora, jak vstupuje do gay baru. Connor zde narazí na učitele Sherryho, který je zde se svým přítelem. Connor se na nátlak svých spoluhráčů zřekne přátelství s Nedem, proto ho Ned před celou školou vyoutuje. Connor je následně vyloučen z týmu, což ovšem ohrozí šance družstva na celkové vítězství v soutěži. 

## Obsazení
| Fionn O'Shea       | Ned          |
| Nicholas Galitzine | Connor       |
| Andrew Scott       | Dan Sherry   |
| Moe Dunford        | Pascal       |
| Michael McElhatton | Walter Curly |
| Ruairi O'Connor    | Weasel       |
| Mark Lavery        | Wallace      |
| Jay Duffy          | Victor       |